# 洛氏馬口波魚
洛氏馬口波魚（学名：Opsaridium loveridgii）为輻鰭魚綱鯉形目鲤科的一個種，分布於非洲坦尚尼亞Rufigi與Ruaha河流域，體長可達10公分，棲息在中底層水域。

## 扩展阅读
維基物種上的相關：洛氏馬口波魚